# Рудка (Львовская область)
Рудка (укр. Рудка) — село в Червоноградской городской общине Шептицкого района Львовской области Украины.
Население по переписи 2001 года составляло 57 человек. Почтовый индекс — 80051. Телефонный код — 3257.